# Ахшарумов, Дмитрий Иванович
Дми́трий Ива́нович Ахшару́мов (11 [22] октября 1785, Астрахань — 13 [25] января 1837, Санкт-Петербург) — первый историк Отечественной войны 1812 года, инициатор и главный работник по изданию первого Свода военных постановлений, генерал-майор.

## Биография
Родился 11 (22) октября 1785 года в Астрахани в семье майора Ивана Вениаминовича Ахшарумова (?—1787), имевшего армянское происхождение, и Елены Михайловны, урождённой Бартошевич. По окончании 1-го кадетского корпуса в чине прапорщика Черниговского пехотного полка участвовал в кампании 1806—1807 годов в Восточной Пруссии и в войне с Турцией в 1809—1811 годах. В последней, за отличие в сражении при Базарджике, награждён орденом Св. Владимира 4-й степени с бантом.
Затем, в рядах сначала 20-го егерского полка и далее лейб-гвардии Егерского полка, принял участие в Отечественной войне 1812 года, с отличием сражался под Смоленском, под Бородиным, при Тарутине и в особенности в битве под Малоярославцем, за что 13 февраля 1813 года был награждён золотым оружием с надписью «За храбрость». Также он отличился и в Заграничных походах; за сражение под Люценом произведён в полковники и 20 октября 1813 года был награждён орденом Св. Георгия 4-й степени (№ 2716 по кавалерскому списку Григоровича — Степанова)
За отличия в сражениях с французами в кампанию 1812 и 1813 гг.
В 1814 году он сопровождал союзные армии до Парижа и, по окончании военных действий, остался за границей, в должности дежурного штаб-офицера при корпусе русских войск, оккупировавших Францию.
В 1819 году он выпустил в свет своё «Описание войны 1812 года». Труд этот в своё время имел большое значение. Авторы «Военной энциклопедии» дали следующую характеристике его труду: «Русский воин-самовидец не только обстоятельно и кратко (вся книга имеет 294 страниц) изложил фактическую сторону войны, но во многих местах не забыл высказать свои мысли и замечания, не утратившие во многом своей правильности и интереса даже и до настоящего времени. Отсутствие ссылок на источники отчасти умаляет значение его труда, но последний всё-таки по правдивости и искренности изложения несомненно принадлежит к замечательным».
19 февраля 1820 года был произведён в генерал-майоры с назначением командиром 2-й бригады 17-й пехотной дивизии, но 8 декабря того же года был уволен из службы «для определения к статским делам», 8 ноября 1821 года зачислен вице-директором комиссариатского департамента. Здесь он задался целью «сделать методический свод военных постановлений». Необходимость издания такого свода чувствовалась давно, но все попытки в этом направлении были безрезультатны до 1826 года, когда, наконец, за дело взялся Ахшарумов, хотя, как состоявший при Герольдии, не имевший, по своему служебному положению, никакого отношения к вопросам военного законодательства.
В 1826 году Ахшарумов, разработав записку и проект программы свода военных постановлений, представил их начальнику Главного штаба Его Императорского Величества барону И. И. Дибичу, который счёл нужным обратиться за советом и помощью к авторитету по части издания и кодификации законов M. M. Сперанскому. Сперанский признал предложения Ахшарумова весьма основательными и полезными, причём согласился взять на себя общее и главное руководство работами Ахшарумова.
5 июля 1827 года Ахшарумов уже был причислен к Главному штабу Его Императорского Величества для занятий по возложенному на него поручению и получил небольшой штат сотрудников для этой работы; 31 декабря 1827 года Сперанский получил первый отчёт Ахшарумова о работах и не только поддержал его своим сочувствием, но исходатайствовал о ежегодном назначении редакции отпуска в 1850 рублей, а также и о назначении двух дополнительных чиновников.
С марта 1828 года Ахшарумов повёл работы полным ходом, представляя ежемесячно отчёты Сперанскому, который нередко испрашивал по ним личные указания императора Николая I; 2 февраля 1830 года Сперанский представил на усмотрение государя уже оконченную первую часть свода, причём в докладе особенное внимание обратил на трудность и обширность работы, для которой потребовалось собрать и изучить все военные постановления со времён Петра Великого.
Дальнейшие работы по составлению свода и поверке оконченных его книг, по Высочайшему повелению, были возложены на особое совещание, в состав которого вошли и Сперанский, и Ахшарумов. Наконец, после интенсивной работы, в 1830 году была закончена 2-я часть свода, а в 1832 году — 3-я и 4-я его части. Однако «ревизия» свода советом военного министра и департаментами министерства сильно тормозила ход работ.
Тяжёлые дни настали для Ахшарумова, так как начались попытки устранить неутомимого работника тогда, когда «девять десятых дела приготовлено». Военный министр, граф А. И. Чернышёв, в феврале 1833 года, помимо Сперанского, представил доклад о поверке книг свода особым комитетом, в состав которого Ахшарумов не входил. Но Николай I, близко знавший весь ход работ, повелел направить доклад на заключение Сперанскому. Последний подробно разобрал предположения графа Чернышёва и не согласился, между прочим, с нежеланием возвратить Ахшарумову книги, составленные по 1829 года, для дополнения и с устранением его из комитета. Чернышёв оспаривал мнение Сперанского, к защите которого прибег Ахшарумов, но вторично получил Высочайшее повеление — «снестись с Сперанским» и «представить за совокупным подписанием доклад о мерах к скорейшему и успешнейшему окончанию дела». В результате Ахшарумов не только не был устранён, но получил в помощники статского советника Н. И. Кутузова, а все книги были возвращены ему для дополнения.
Прошло ещё два года кропотливого труда. В 1835 году редакция закончила все книги свода, которые и были представлены Сперанским императору; 4 июля 1835 года Высочайше учреждённый комитет для поверки свода военных постановлений открыл свои действия, причём деятельное участие в работах комитета принял сам Ахшарумов и его помощник Кутузов. С передачей книг свода в комитет для ревизии на редакцию было возложено составление книги штатов.
Однако Ахшарумову не суждено было дождаться издания Свода военных постановлений — 13 (25) января 1837 года он скончался в Петербурге. Был похоронен на Георгиевском кладбище Большой Охты.
Если принять во внимание, что из 52 прожитых лет Ахшарумов свыше 11 лет посвятил работе по созданию свода, заложив прочный фундамент кодификации военных постановлений, то заслуга этого труженика должна быть признана чрезвычайной. Такая оценка кодификационной заслуги Ахшарумова не покажется преувеличенной, если припомнить, что в своде военных постановлений 1869 года книга XIX так и не была издана (в целом виде), а Ахшарумов заново составил весь свод за 1827—1835 годы, то есть за восемь лет.

## Семья
С 28 января (9 февраля)  1820 года был женат на Марии Семёновне Бижеич (1798—1845), дочери тайного советника С. А. Бижеича. Имел сыновей: Николая, Дмитрия, Владимира, Семёна и Ивана. В младенческом возрасте умерли дочь Елена (12.01.1836—05.04.1837) и сын Василий (26.12.1834—02.08.1837).